# Партии ипподрома

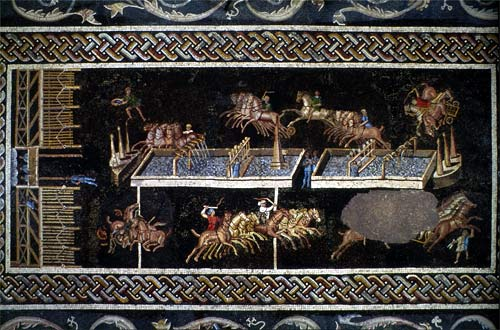
Четыре команды на цирковой арене. Римская мозаика, Франция

Партии ипподрома, также партии цирка, цирковые партии, факции (лат. partes, factiones, греч. δῆμοι, μοιραι) — объединения болельщиков, жителей Римской империи, а затем Византии, вокруг команд, участвующих в различных спортивных состязаниях и боях гладиаторов и, позднее, в гонках колесниц. Возникновение партий ипподрома относится к эпохе принципата, когда они были преимущественно спортивными объединениями. В период Поздней Античности, с упадком городского самоуправления, к партиям перешли обязанности по организации зрелищ. Дальнейшее развитие партии получили в более позднюю эпоху, когда они стали одной из основных социальных сил Константинополя и других крупных городов Византии.
Традиционно партии ассоциировались с цветами, под которыми выступали их наездники. Партии «зелёных» и «голубых» были главными и осуществляли патронаж над «красными» и «белыми» соответственно. В обязанности партий входила подготовка спортсменов и организация развлекательной составляющей циркового представления. В период Римской империи императоры отдавали предпочтение «зелёным», тогда как императоры Восточной Римской империи поддерживали как правило «голубых». В контексте византийских источников более употребительно называть «голубых» венетами, и «зелёных» прасинами. Временем расцвета партий считается период с начала V до середины VI века с кульминацией в царствование императора Юстиниана I (527—565), когда при деятельном участии партий по городам империи прокатилась серия крупных беспорядков, самым значительным из которых было масштабное восстание Ника (532). К концу VII века партии утратили политическое влияние, но ещё длительное время за ними сохранялись церемониальные функции. В трактате «О церемониях» (X век) описываются разнообразные церемониальные выходы и торжественные мероприятия с участием партий. Важнейшей из таких церемоний были императорские коронации, в которых партии участвовали начиная с коронации Юстина I в 518 году.
Хотя упоминания о партиях ипподрома чрезвычайно многочисленны в византийской историографии, особенно ранней, ни в одном источнике этот предмет не рассматривается специально. Как следствие, относительно партий ипподрома в Византии на данный момент не существует общепризнанной теории, которая бы объяснила их происхождение и функционирование. Основным дискуссионным моментом является признание или отрицание за партиями политической роли, вопрос о том, являлись ли они исключительно спортивным объединением, или имели и иные общественные функции. «Спортивная» теория была выдвинута в XIX веке Альфредом Рамбо и развита современным византинистом Аланом Кэмероном. «Политическую» теорию поддерживали русские историки Ф. И. Успенский, А. П. Дьяконов и многие другие, на Западе она ассоциируются с именем Г. Манойловича. Проблемой, тесно связанной с раскрытием значения партий ипподрома, является понимание терминологии источников того времени, в особенности тех, которыми обозначались народ, цирковые партии и т. д. Значительные дискуссии в историографии посвящены понятиям др.-греч. δῆμος и др.-греч. δῆμοι, в широком смысле обозначающими «народ» или «отдельную группу людей». Согласно «факционной» теории, которую в том или ином виде разделяли Шарль Дюканж, Эдуард Гиббон, Софоклис, Г. Манойлович, Георгий Братиану, М. Я. Сюзюмов и Джон Файн, указанные понятия обозначали, в том числе, цирковые партии. Другие исследователи (Ф. И. Успенский, А. П. Дьяконов, Г. Л. Курбатов, А. Кэмерон и др.) такую связь отрицают.

## Историография

### Основные теории

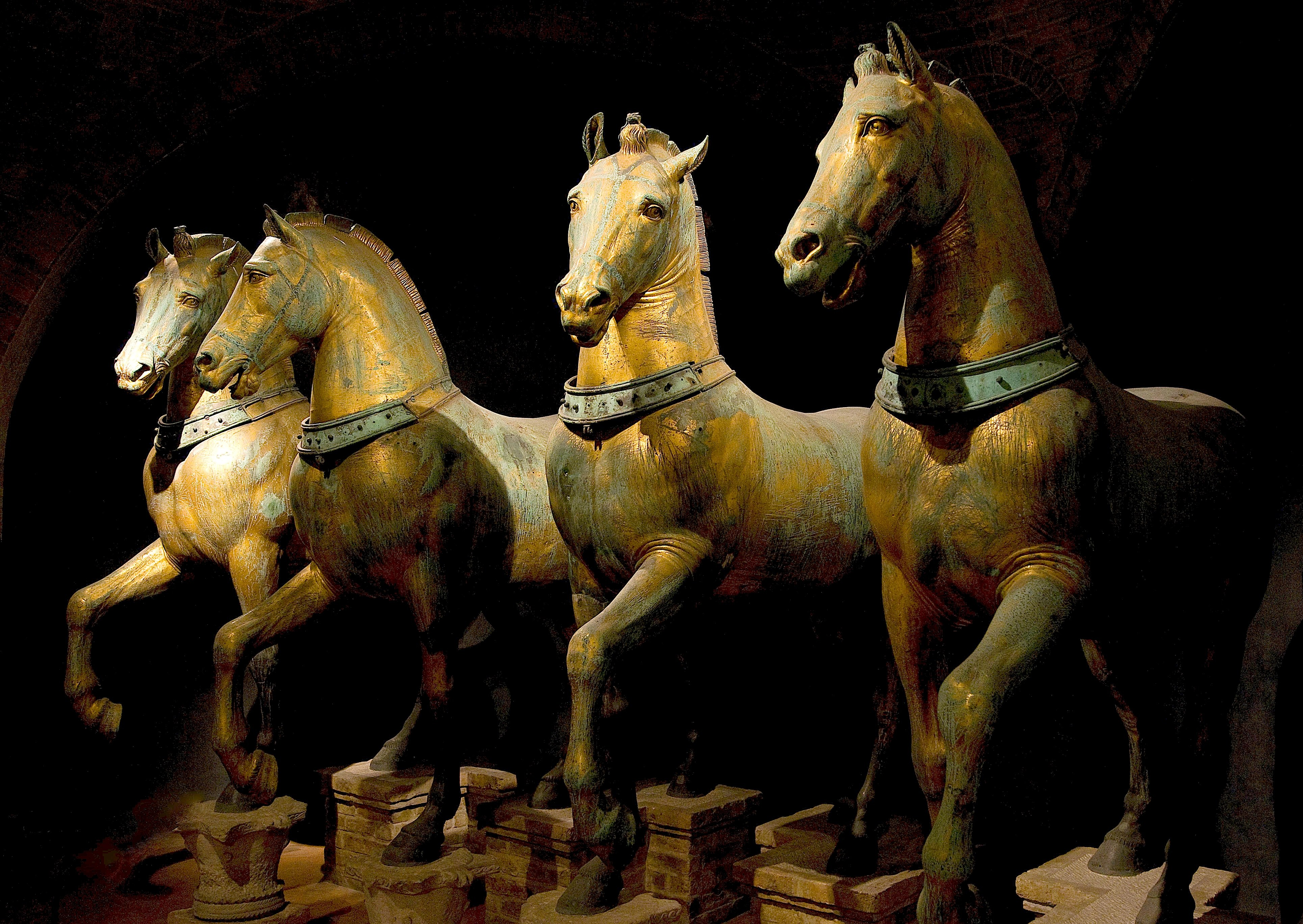
Квадрига святого Марка — скульптурная группа IV в. до н. э. работы великого древнегреческого скульптора Лисиппа, многие века украшавшая константинопольский ипподром

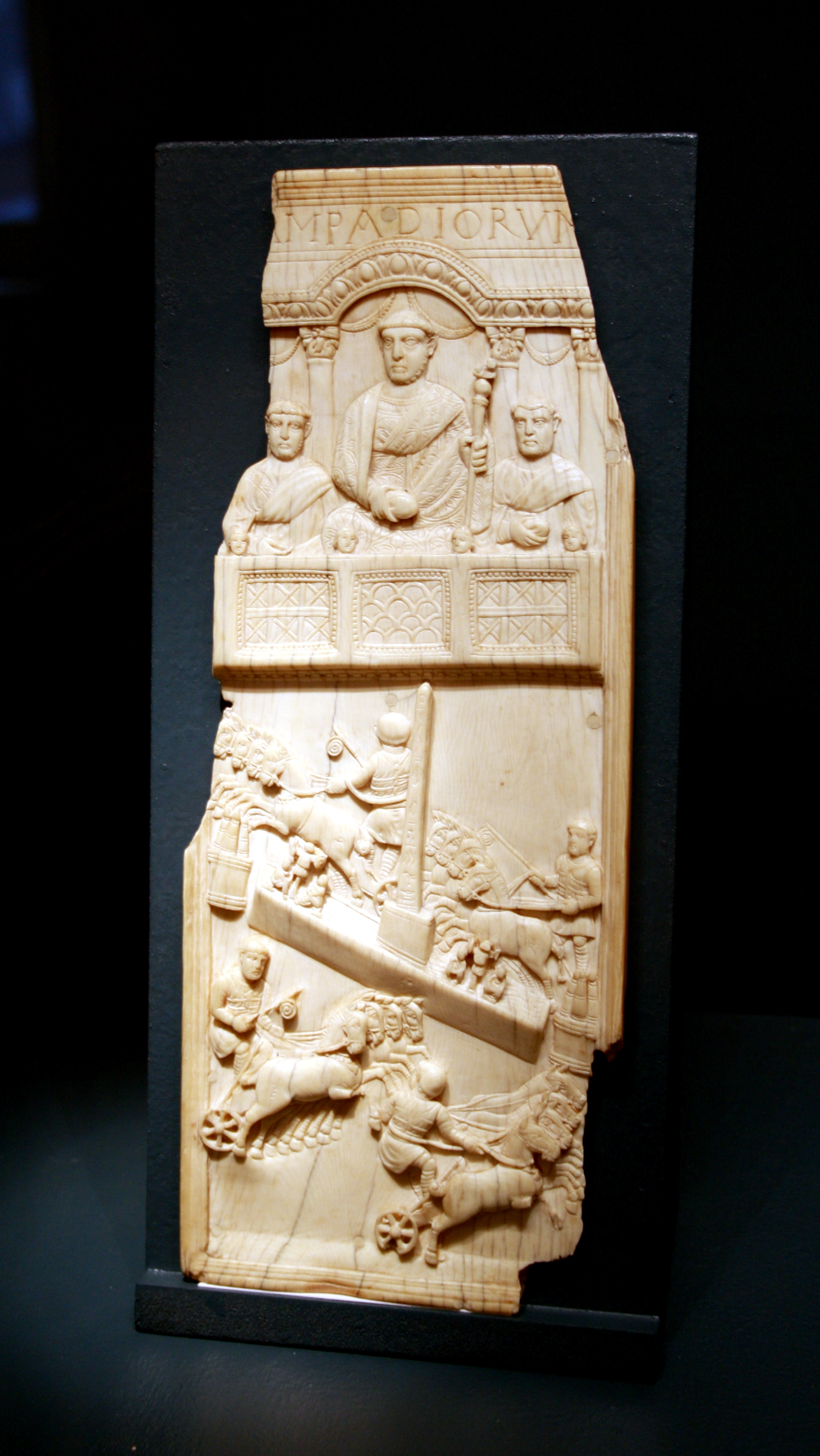
Скачки на Диптих Лампадия, начало V века

Византия, рассматривая себя как продолжение Римской империи, сохранила у себя все её институты, однако смысл их часто отличался от исходного. Начиная с эпохи Возрождения господствовало представление, что византийский период истории Римской империи был периодом упадка и разложения. Этот взгляд в своей знаменитой «Истории упадка и разрушения Римской империи» отразил Эдуард Гиббон: «Константинополь усвоил не добродетели древнего Рима, а его безрассудства, и те же самые партии, которые волновали цирк, стали с удвоенной яростью свирепствовать в ипподроме». Однако Гиббон не стал в своей работе более глубоко рассматривать этот вопрос. Некоторое внимание партиям ипподрома уделили первые византинисты, существенные замечания на эту тему сделал в 1711 году историк-бенедиктинец Ансельмо Бандури. Первым, кто предпринял попытку серьёзного изучения партий, был немецкий историк Фридрих Вилькен. Выполнив обширный анализ сведений о возникновении и роли партий в Римской империи и Византии, он ввёл в рассмотрение все основные источники, которые были использованы последующими поколениями учёных. Однако им были проанализированы только внешние проявления активности партий, а политической подоплёки в ней не усматривалось. Такая точка зрения являлась преобладающей до конца XIX века, и ведущие византинисты XVIII—XIX веков Людвиг Фридлендер и Альфред Рамбо («De byzantino Hippodromo et circensibus factionibus», 1870) отрицали связь партий цирка с политическими движениями и доказывали, что борьба венетов и прасинов не имела социально-политических оснований, что активность венетов и прасинов начиналась и заканчивалась на ипподроме.
Существовали и альтернативные точки зрения. Так, Иоаннис Зампелиос сопоставлял борьбу зелёной и голубой партий в Константинополе с противостоянием гвельфов и гибеллинов в Италии, полагая, что голубые — это приверженцы римского монархизма и защитники императорской власти, а зелёные — враги всякой ксенократии, истинные патриоты и поборники демократических начал. Вопрос о партиях рассматривался также с точки зрения борьбы христианских течений, и утверждалось, что голубые всегда стояли за господствующую религию, отстаивали интересы Церкви и её политическую независимость, а зелёные сочувствовали еретическим императорам, не отрешившись полностью от языческих традиций. Эту «механистичную» теорию, устанавливающую преемственность между либералами-зелёными, иконоборцами, а затем православными, подверг критике в 1880 году Ф. А. Курганов, однако своей теории он не предложил.
Новый взгляд на проблему появился в работе 1894 года Ф. И. Успенского «Партии цирка и димы в Константинополе», в которой было показано, что цирковые партии были не только спортивными организациями, что они имели гражданские и военные функции и были организациями народа. Так же Успенский первым выдвинул имевшее многочисленных сторонников предположение о том, что византийские демы являлись продолжателями известных с IV века до н. э. демов Афин. Главные положения Ф. И. Успенского стали исходными для статьи сербохорватского учёного Г. Манойловича, изданной в 1904 году и ставшей известной после переиздания на французском языке в 1936 году. Манойлович доказывал, что факции были настоящими народными партиями и что различия цветов имели в своей основе классовые различия. В его работе была установлена связь партий с территориальным (по кварталам) и имущественным разделением византийского общества. Партия «голубых» была связана с высшими классами — землевладельческой аристократией, «зелёные» — с торговцами, промышленниками. Существовали также различия в религиозных предпочтениях. Хотя в ходе дальнейших исследований было показано, что такое различение не было чётким и часто нарушалось, в целом такое представление о политических симпатиях партий сохранилось. Согласно французскому историку Эвелин Патлажан, идеи Манойловича стали основой для всех последующих исследований. В советской историографии теорию о связи цирковых партий с народными движениями в 1930—40-х годах развивали М. В. Левченко и А. П. Дьяконов. Посмертно изданная статья Дьяконова, «Византийские димы и факции (τα μέρη) в V—VII вв.» (1945), оказала значительное влияние на развитие вопроса и получила широкую известность. В СССР в середине 1950-х годов она вызвала дискуссию о роли партий в ходе политической борьбы горожан Византии. М. В. Левченко и Н. В. Пигулевская отстаивали прогрессивный характер партий, а М. Я. Сюзюмов выдвинул тезис о защите горожанами IV—VI веков рабовладельческих порядков. В последующих работах З. В. Удальцовой, Г. Л. Курбатова и М. Я. Сюзюмова была сформулирована концепция периодизации социальной-политической борьбы в ранней Византии.
Основные возражения против взглядов на димы как нечто отличное от партий цирка сформулированы в монографии британского исследователя Алана Кэмерона «Circus factions: Blues and Greens at Rome and Byzantium», вышедшей в 1976 году. Опираясь на концепцию А. Х. М. Джонса, он отринул различие в значении между понятиями др.-греч. δῆμοι и др.-греч. δῆμος, считая, что разница между ними является лингвистической и возникла вследствие развития греческого койне. Основное значение данных понятий ближе к слову «чернь», и им обозначали относительно небольшие группы населения — клубы спортивных болельщиков из нескольких сотен человек. Соответственно, по мнению исследователя, верным является взгляд на димы как на объединения спортивных болельщиков, а проявления их активности, даже такие крупные как восстание «Ника», не более, чем акты вандализма. Таким образом, попытки социального анализа димов бессмысленны. Аргументация Кэмерона была признана многими исследователями убедительной, хотя ряд вопросов, прежде всего, причины, по которым повышенная активность партий ограничилась рамками середины V — начала VII веков, были не вполне прояснены. Надежды британского византиниста Кирилла Манго, что книга Кэмерона вызовет оживлённые дебаты, впрочем, не оправдались. В 1997 году российская исследовательница А. А. Чекалова указала, что из-за произвольного подбора источников А. Кэмерон ошибочно отождествляет димы с их наиболее активной частью — стасиотами. Взгляды Кэмерона подверг критике в своей посвящённой социальным конфликтам эпохи Юстиниана I монографии британский историк Питер Белл. По мнению Белла, филологический подход Кэмерона не позволил ему исчерпывающим образом проанализировать значение партий за пределами ипподрома. Справедливо отвергая тезис Манойловича о наличии долгосрочных симпатий у партий, Кэмерон проигнорировал их роль как выразителя народных чаяний, коммуницирующих напрямую с императором, на что в XIX веке указывал А. Рамбо.

### Терминологические споры

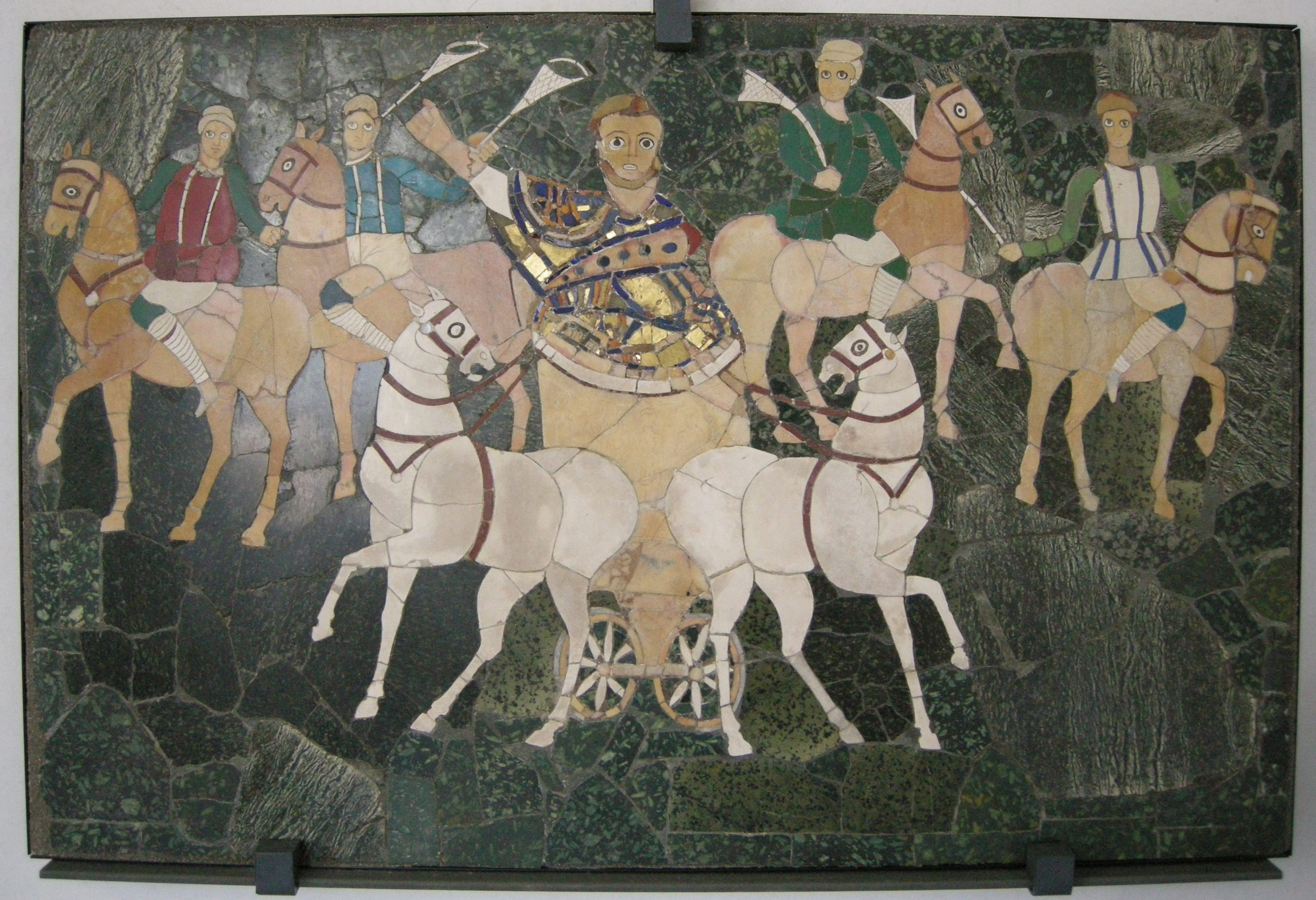
Позднеримская мозаика IV века с изображением колесницы о двух лошадях и всадников с цветными одеждами. Базилика Юния Басса

Проблемой, тесно связанной с раскрытием значения партий ипподрома, является понимание терминологии источников того времени, в особенности тех, которыми обозначались народ, цирковые партии и т. д. Значительные дискуссии в историографии посвящены понятию др.-греч. δῆμος и его форме во множественном числе др.-греч. δῆμοι, в широком смысле обозначающими «народ» или «отдельную группу людей». Согласно пионеру византинистики Шарлю Дюканжу, δῆμοι означало лат. factiones agitatorum, а δήμαρχος — «factionum princeps», «глава партии». Его толкование подверг сомнению в конце XIX века Ф. И. Успенский, отметивший семантическую неоднородность данного термина. По Успенскому, вместе с другим встречающимся в аналогичных случаях словом, τἁ μέρη, δῆμοι следует понимать как «всё население города, организованное по димам», то есть партиям. Г. Манойлович, соглашаясь с таким отождествлением, признаёт за δῆμος в качестве узкого смысла значение цирковой партии и, в ещё более узком смысле, отряды городского ополчения. Советский историк А. П. Дьяконов отмечает, что наличие в источниках таких выражений, как οἰ δῆμοι τοῦ πρασίνου μέρρους («димы прасинской факции»), указывают на то, что данные понятия различались. Византийские димы, так же как демы Аттики и римского времени, были организациями того или иного городского квартала и района. Они выполняли в нём определённые хозяйственные и политические функции, следили за порядком и благоустройством своего квартала, объединяли обычно людей одной и той же профессии, которые обычно селились рядом. В своей совокупности они претендовали на роль городского народного собрания. Местом их сбора и выявления их желаний обычно являлся городской цирк или ипподром, который, как и в древнем Риме, являлся любимым местом увеселения для народных масс в Константинополе и других крупных городах империи. Советский византинист Н. В. Пигулевская проанализировала встречающиеся в анонимном военном трактате второй половины VI века выражения для обозначения народных масс и пришла к выводу, что слова δῆμος и δῆμοι связаны с «той новой формой организации населения, которая получила название демов». В том же источнике, рассматривая различные группы городского населения с точки зрения их полезности, рассматривает сословия (μέρη, в единственном числе μέρος, «часть» или «доля»), выделяя среди них «театральное сословие» возниц, артистов, необходимых для празднования коронаций музыкантов. Всех их аноним называет бездельниками, которых следует занять чем-то полезным для государства. По Н. В. Пигулевской, термин μέρη указывает на деление населения по другому принципу, а именно на возглавляемые демархами сословия.
Согласно А. Кэмерону, латинское слово factio и его производные относились к профессиональным участникам скачек, а не к болельщикам. Переходя к Византии, историк отмечает, что прямого аналога «партийным» терминам в греческом языке не было, и сделанное в ранней историографии отождествление с μέρος не корректно, поскольку греческое слово относится как к профессионалам, так и к зрителям. Более того, смешение реалий, стоящих за латинским словом с точным техническим значением с достаточно неопределённым греческим термином приводит к семантической путанице. В дальнейшем было предпринято несколько попыток выявить точное значение рассматриваемой группы слов на примере фрагментов отдельных текстов. Так, канадский историк Афанасий Фотиу (Athanasios Fotiou) проанализировал датируемый первой половиной VI века анонимный диалог «О политической науке» («Περί πολιτικῆς ἐπιςτήμης»). В одной из его глав обсуждается вопрос о разрушительной роли, которую играет в городах борьба между сторонниками разных цветов. В диалоге δῆμος характеризуется как многочисленная общественная страта (тагма, τάγμα), состоящая преимущественно из молодёжи. Автор утверждает, что разделённый на μέρη демос борется друг против друга и против остальной части полиса. По мнению Фотиу, данный источник подтверждает выводы А. Кэмерона. Ряд историков склоняются к выводу, что употребление терминов, обозначающих народ говорит не об объективной социально-исторической категориальности а, скорее, отражает субъективное отношение отдельных авторов. Так, Т. Грегори на материале историка Зосима не увидел возможности отождествить упоминаемых в связи с волнениями в Константинополе в первые годы V века «димотов» (δημοτικοί) с представителями цирковых партий.
Ещё одним понятием, употреблявшимся античными авторами в контексте активности партий, являются стасиоты (др.-греч. στασιῶται). А. Кэмерон полагает несомненным, что они представляли собой некоторую своеобразную часть городской молодёжи. Об их вызывающих причёсках и одежде писал в «Тайной истории» Прокопий Кесарийский. Согласно А. Кэмерону, стасиоты не имели особых партийных симпатий, и выделялись из прочих болельщиков исключительно своим возрастом. А. А. Чекалова, напротив, видит в стасиотах наиболее активную, военизированную, часть партий.

## Возникновение партий и их названий

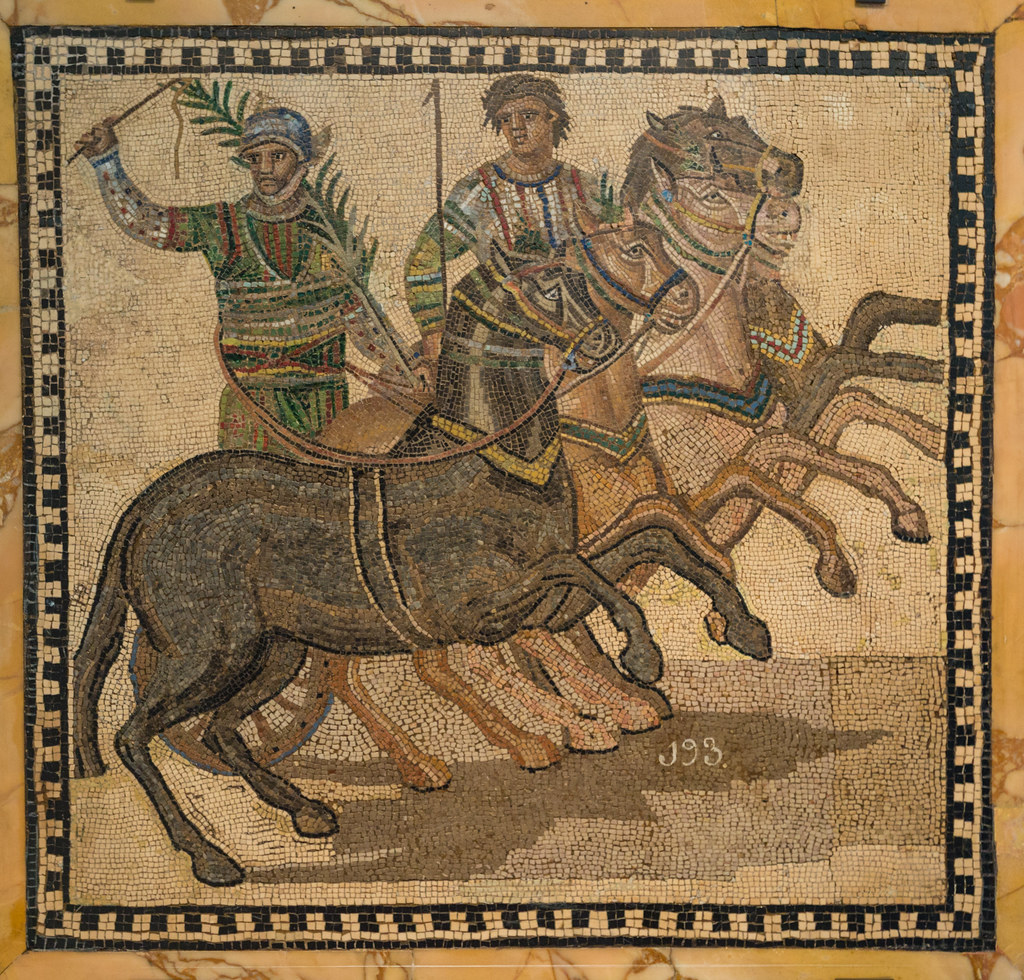
Древнеримская мозаика с изображением победителя соревнования из «красной» партии

Первенства пальму не раз и по смерти Нерона «зелёный»

Брал, и победных наград выпало больше ему.

Скажешь, что ты уступал, завистник злобный, Нерону?

Но ведь «зелёный» пришёл первым, — совсем не Нерон.
В ранний период принципата уже существовали люди, называемые лат. domini factiotum, которые выполняли для устроителей гонок услуги по найму лошадей, подбору персонала и необходимого оборудования. Фактически без них агонофеты не могли устраивать игры. После того, как Нерон увеличил количество призов и, соответственно, заездов, domini стали отказываться нанимать команды меньше, чем на целый день. При таких условиях содержать команды, не выигрывающие императорские призы, стало невыгодно, и мелкие предприниматели прекратили свою деятельность. Domini, а не гонщики, являлись главной силой в своих объединениях. Именно они могли разрешить конфликтные ситуации. Светоний рассказывает, что когда Гней Домиций Агенобарб, отец Нерона, отказался платить победителю, только жалоба, принесённая хозяевами колесниц, заставила его уступить. К IV веку организация игр была отобрана у частных лиц и стала прерогативой императоров, как и гладиаторские бои. В провинциях, где император сам не мог организовать игры, празднества связывались с императорским культом так, что никто не мог получить благодарность народа, кроме императора. Рядом законов закреплялась императорская монополия на лучших лошадей. Адресованный префекту Рима закон 381 года постановлял передавать всех лошадей-победителей в распоряжение горожан, что окончательно подорвало финансовую заинтересованность частных агонофетов. В 401 году сенатор Квинт Аврелий Симмах только в Испании смог отыскать лошадей для устраиваемых его сыном игр. Хотя domini и утратили коммерческую заинтересованность в проведении игр, на них осталась обязанность надзирать за конюшнями и тренировать команды, включавшие, помимо собственно наездников, большое количество обслуживающего персонала. В этом качестве они назывались лат. factionarius.
Происхождение названий партий точно не известно. Первое упоминание о партиях цирка относится к 70 году н. э. и принадлежит Плинию Старшему. Раннехристианский апологет Тертуллиан в своём трактате De spectaculis утверждает что, первоначально команд было две, «белые» и «красные», посвящённые зиме и лету соответственно. Однако затем, «в связи с возросшей роскошью и распространением суеверий», «красные» стали посвящать себя Марсу, а «белые» — Зефиру. Также он упоминает о «зелёных», посвящённых Матери Земле или весне, и «синих» — морю и небесам или осени. Император Домициан, инициировавший много недолговечных реформ, создал две новые команды, «пурпурные» и «золотые». Источники VI века, хроника Иоанна Малалы и зависящая от неё «Пасхальная хроника» предлагают версию, похожую на взгляд Тертуллиана. Согласно им, части цирка воспроизводят Солнечную систему и соответствуют четырём стихиям, то есть земле, воде, огню и воздуху. В свою очередь, названным стихиям метафорически сопоставлены четыре партии цирка.

Cерия мозаик, изображающих лучших наездников четырёх фракций. Первая половина III века, Палаццо Массимо
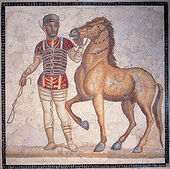
Наездник «красных»
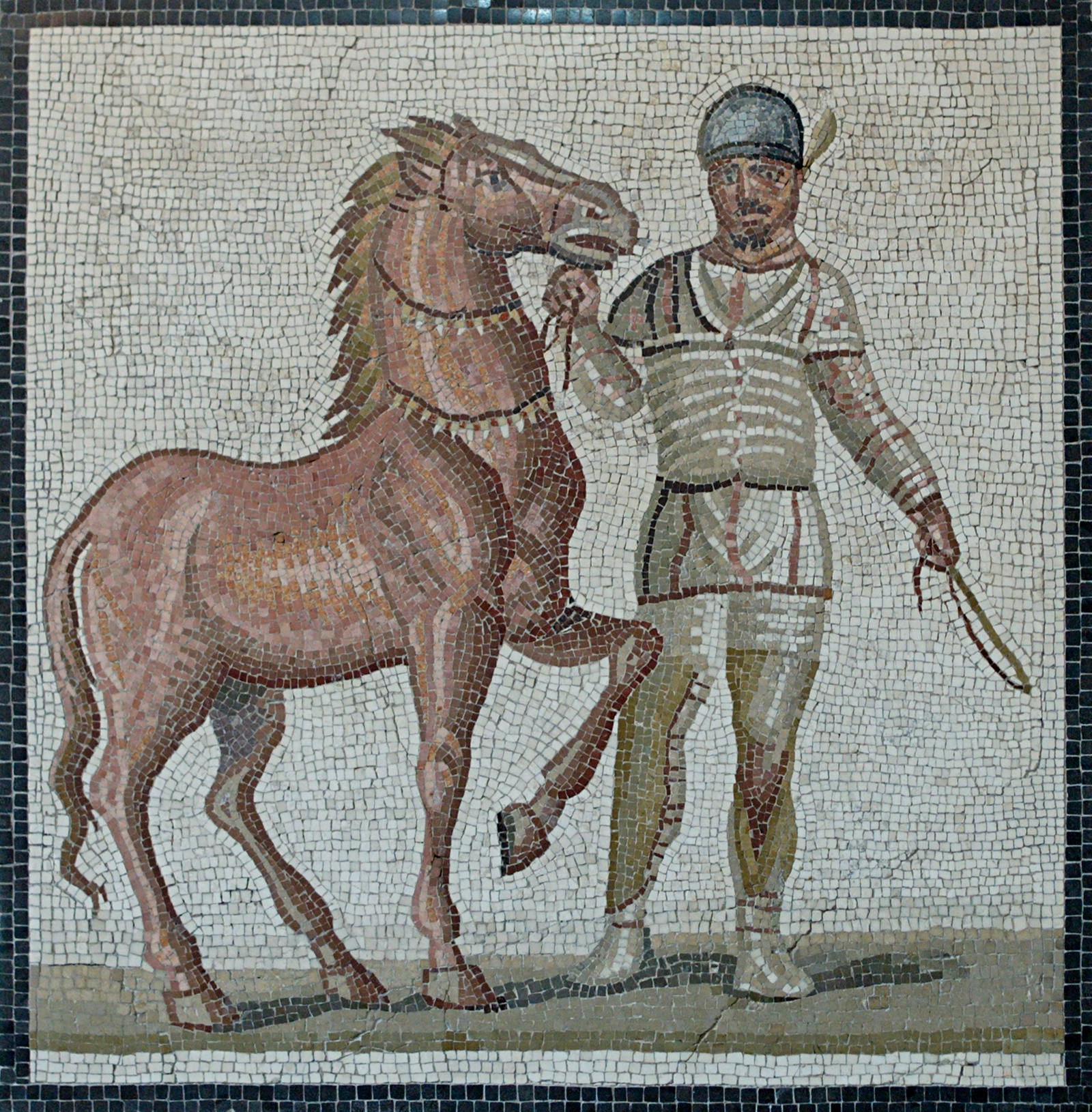
Наездник «белых»
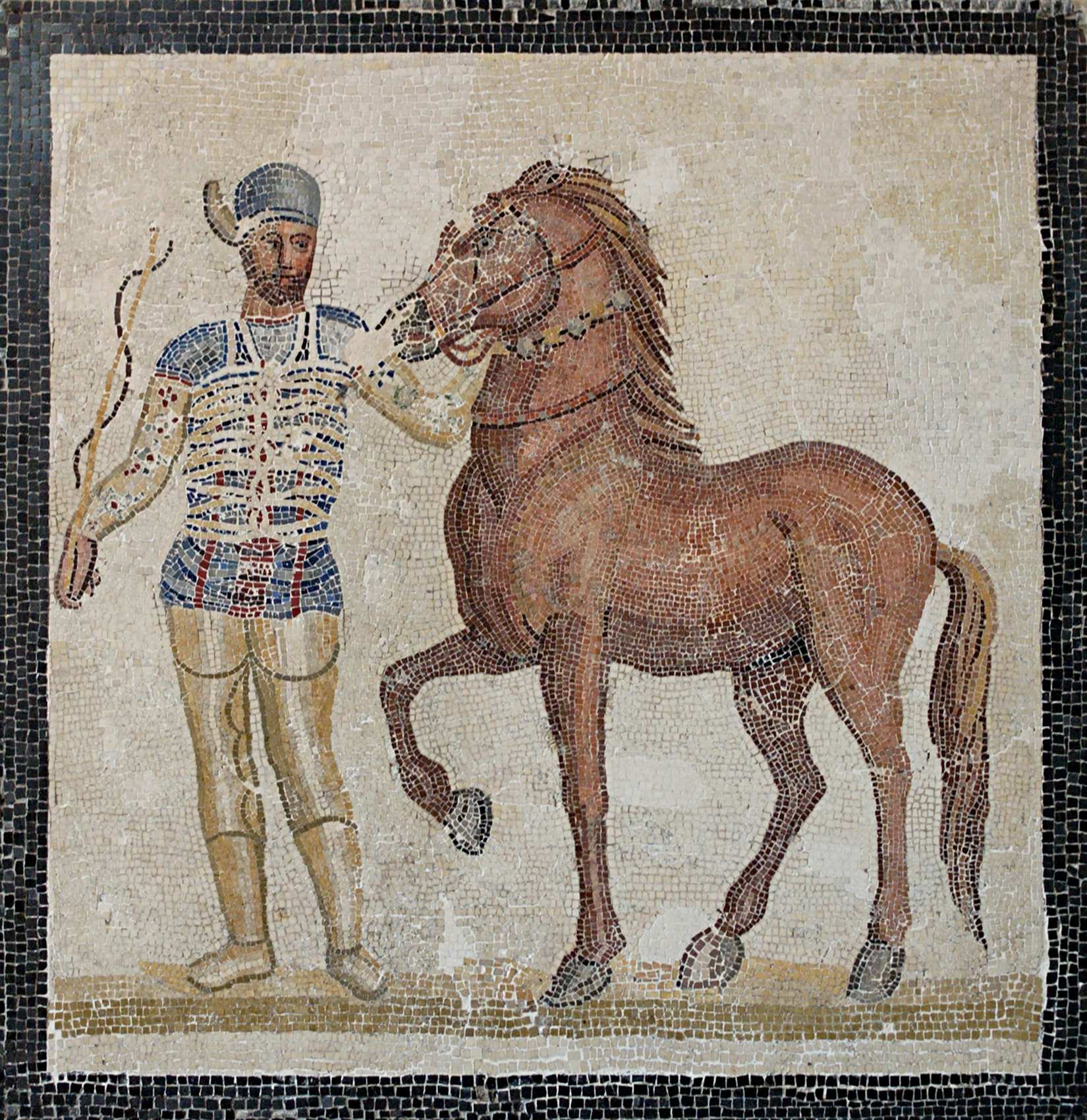
Наездник «синих»
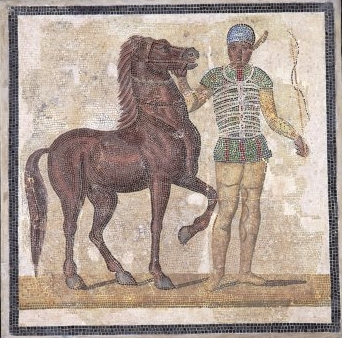
Наездник «зелёных»

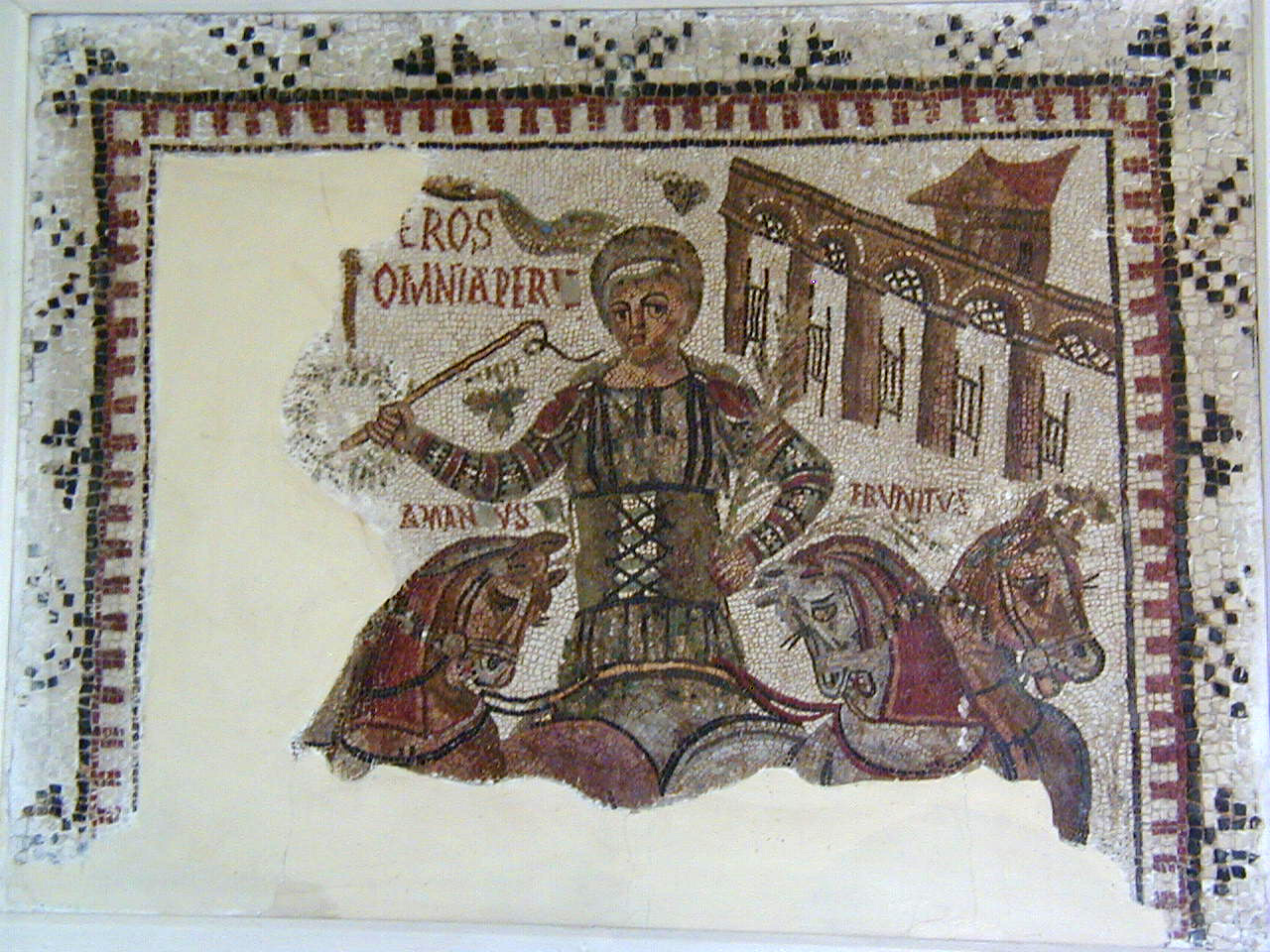
Мозаика с изображением колесницы, Тунис, IV век

Крупнейшие гоночные клубы начали формироваться при Нероне, который был страстным поклонником колесничных гонок. Император умел править колесницей и даже выиграл гонку на Олимпийских играх, выступая за партию «зелёных». Поклонником той же партии был Калигула, один раз подаривший вознице 2 миллиона сестерциев. Известны пристрастия и других правителей Рима — Вителлий выступал за «голубых», а Гелиогабал и Луций Вер отдавали предпочтение «зелёным». Многочисленные упоминания о поддержке цирковых партий императорами есть у Диона Кассия. В Греции явления, аналогичного римским цирковым партиям, не известно, но склонность эллинов к междоусобицам неоднократно отмечалась римскими историками. Так, Геродиан, рассказывая о вспыхнувших распрях в малоазийских провинциях, последовавших после победы Септимия Севера над Песценнием Нигером, делает следующее обобщение: «… и это не вследствие какой-либо вражды или, напротив, расположения к воюющим государям, но из ревности, зависти, ненависти друг к другу и желания уничтожить своих же соплеменников. Это — старинная болезнь эллинов, которые, постоянно находясь в раздорах и стремясь истребить тех, кто казался выделяющимся из других, погубили Элладу».
Расходы на цирковые зрелища несли в провинции курии, богатые, президы; в Константинополе — консулы, преторы, представители знати и сам император. Но устроители зрелищ не могли каждый раз заново обзаводиться необходимым сложным оборудованием. Для этого, так же как в Риме, существовали специальные организации, бравшие подряды на устройство игр; каждая из них имела свои кассы, зверинцы, постоянные штаты возниц и актёров. Эти организации также назывались димами и различались по условным цветам одежды цирковых возниц, как венеты («голубые»), прасины («зелёные»), левки («белые») и русии («красные»). Каждая из них старалась превзойти соперников постановками и одержать победу в конских состязаниях. Они-то и составили организационные ячейки, вокруг которых, сообразно своим симпатиям, собирались димы, и в таком расширенном виде превратились в более обширные самоуправляющиеся организации — гражданские и военные, своеобразные политические партии. В Константинополе, куда в 330 году была перенесена столица Римской империи, сохранилось поквартальное разделение партий: венеты селились в кварталах на главной улице Месе и районе Питтакий, а прасины жили в квартале Мезентиола.
В период Поздней Античности, с прекращением атлетических игр и гладиаторских боёв, развлекательные мероприятия утратили прежний размах и разнообразие. Театральные представления и гонки колесниц сохранились и стали основным развлечением населения крупнейших городов. С упадком местного самоуправления в городах обязанности по организации представлений перешли от декурионов к партиям, превратившимся в крупные организации, предоставлявшие необходимые для зрелищ персонал, животных и оборудование. Оплата деятельности партий осуществлялась преимущественно за счёт собранных налогов, то есть, фактически, императором. В результате, по выражению британского антиковеда Вольфа Либещюца, организация представлений «империализировалась». К V веку сохранили влияние только команды «синих» и «зелёных». «Белые» и «красные» не исчезли, и известно, что они участвовали в состязаниях как минимум до XII века. Они также упоминаются в детальном описании связанных с ипподромом церемоний в трактате Константина Багрянородного «О церемониях». Также с V века традиционные цвета команд распространились на устроителей зрелищ в театрах и амфитеатрах. Так, из рассказа Прокопия Кесарийского известно, что отец будущей императрицы Феодоры был медвежатником у прасинов. Тогда же административные обязанности по устроению игр перешли в ведение специальных императорских чиновников, получивших наименование actuarii thymelae et equorum currilium, а с X века одного из доместиков казначейства.

## Партии как источник беспорядков и насилия в городах

### Причины деструктивности партий

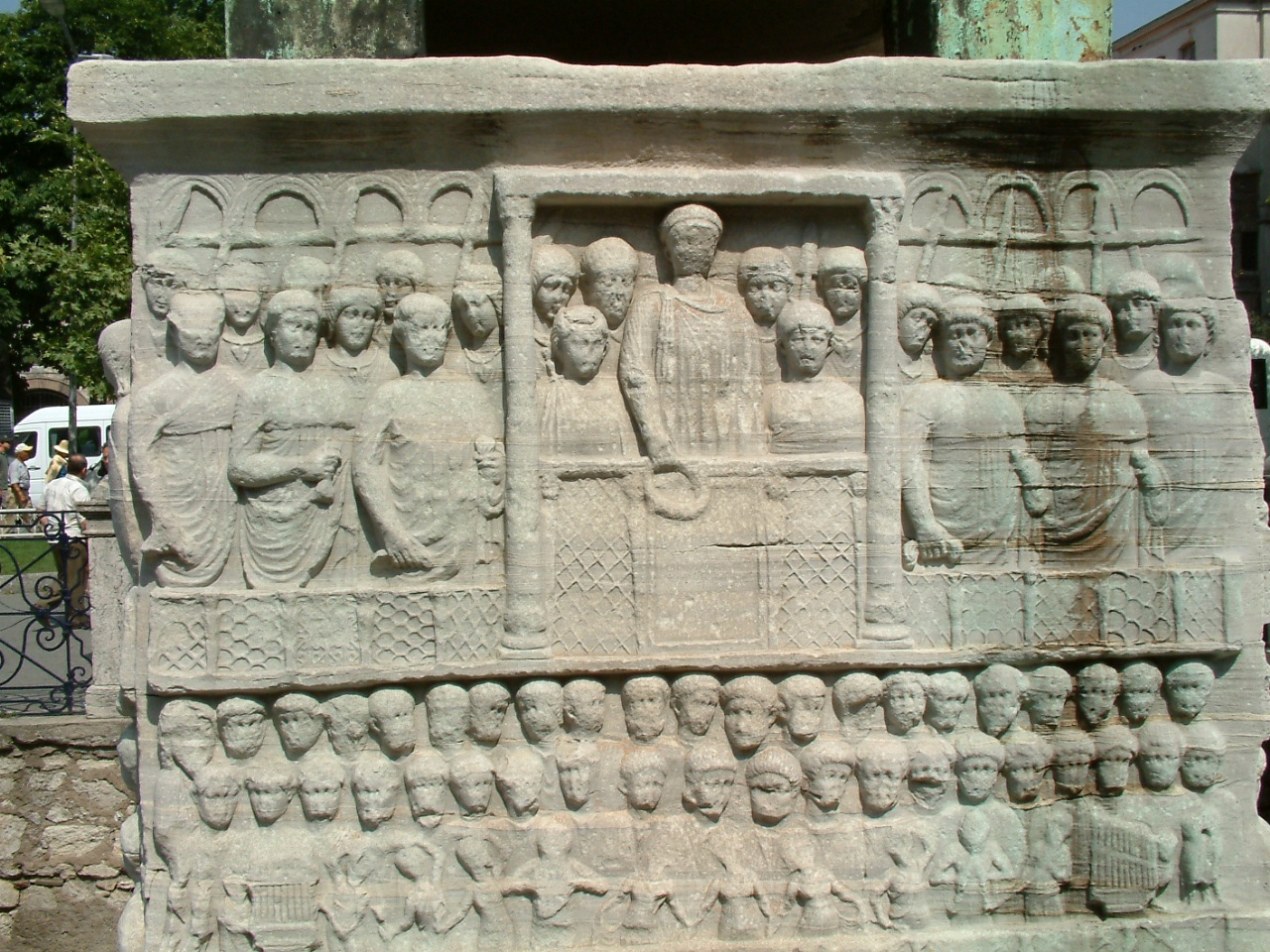
Цоколь обелиска Феодосия с константинопольского ипподрома: император готовится увенчать лавровым венком победителя, трибуны полны народом (IV век)

Согласно А. П. Дьяконову, народ в ранней Византии, являясь наряду с сенатом и армией одной из основных общественных сил, обладал значительными возможностями принимать участие в разрешении важнейших политических вопросов не только посредством восстаний, но и в «конституционных формах», «эвфимии», «просьбы» или «мольбы». Данный тезис вызвал значительную дискуссию; одни византинисты его резко критиковали (Н. В. Пигулевская, Г. Зайдлер, С. Вингклер), другие исследования его подтверждали и развивали (Г.-Г. Бек, Ж. Дагрон, Ф. Тиннефельд). Многочисленные примеры в источниках показывают важность выраженного народом посредством аккламаций согласия или не согласия. Такое положение возникло в ходе социальных изменений IV века, когда родовитая муниципальная аристократия, являвшаяся одновременно и культурной элитой общества, была оттеснена на второй план новой военно-чиновной знатью. В ходе борьбы между этими группировками, развёртывавшейся по традиции в местах общественных собраний, в частности в театре и на ипподроме, и принимавшей нередко весьма острые формы, каждая из сторон стремилась привлечь на свою сторону и использовать в своих интересах народные массы. Для этого подкупались клакёры, которые при огромном стечении народа начинали выкрикивать те или иные требования политического характера, порицания или восхваления в адрес должностных лиц. Как правило, подобные возгласы готовились заранее и облекались в краткие ритмические фразы, которые легко можно было подхватить и которые народ действительно подхватывал, если он одобрял их. Именно в такой форме, пример которой дошёл до нас в так называемых «Актах по поводу Каллоподия», народ общался с императором перед восстанием Ника в 532 году. Для регулирования этого вида политической борьбы император Константин Великий в 331 году издал эдикт об аккламациях, допускающий возможность прославлять справедливых и осуждать несправедливых правителей с тем, чтобы император мог им воздать по заслугам. С другой стороны, на префектов претория возлагалась обязанность контролировать, чтобы эти восклицания не были инспирированными возгласами клиентов. Группы клакёров включали не только безработных и бродяг, но и обеспеченных молодых людей из знатных семей.

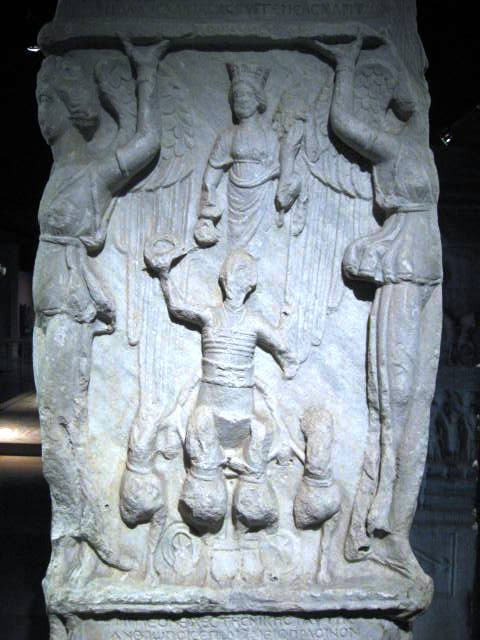
Одна из статуй Порфирия, с изображением колесницы анфас. Стамбульский музей

Начиная с Ф. И. Успенского, затем в работах Г. Манойловича и А. П. Дьяконова и далее в марксистской историографии развивалось представление о социальных причинах антагонизма партий. Согласно сложившейся в советской историографии схеме, антагонизм между муниципальной и военно-чиновной знатью утратил свою остроту когда к V веку служилая знать и родовитая аристократия слились в один слой. Далее на первый план вышли противоречия между аристократией и торгово-ростовщической верхушкой, проявляющиеся в экономической, политической и религиозной плоскостях. Также существовала оппозиция центральному правительству со стороны провинциальных крупных собственников, вызванная административным и налоговым давлением со стороны Константинополя. В условиях возрастания в крупных и малых городах роли церковных звеньев и торгово-ремесленных корпораций, разложения полисных политических форм и развития аккламаций, формой выражения недовольства, согласно А. С. Козлову, становится борьба за «чистоту веры» и цирковые партий. С помощью аккламаций народ мог апеллировать к чиновникам и правителям против курии, а чиновно-административный аппарат, порождённый реформами Диоклетиана и Константина, получил возможность использовать противоречия между курией и демосом в своих интересах. Политическая жизнь, которая в IV веке всё более активно развёртывалась вокруг зрелищ, не ограничивалась только спортивными аренами. Личная дискредитация противников, сбор сведений, порочащих своих политических противников, и связанный с этим политический шпионаж, роспуск клеветнических слухов, доносы об оскорблении величества, занятиях магией и т. д. стали наиболее распространёнными приёмами борьбы. Г. Л. Курбатов отмечал важность закона 426 года, предоставившего постоянным жителям города право участия в общественно-политической жизни, реализовавшееся в борьбе партий.
Советские историки отмечали важность как религиозных, так и экономических факторов в динамике симпатий народных масс. В серии опубликованных в 1980-х годах статей А. С. Козлова императоры V века связываются с различными околовластными группировками. Так, руководство поддерживаемых Феодосием II (408—450) прасинов, согласно анализу Козлова отражало интересы торгово-промышленных кругов и «проегипетской» группировки столичной знати. В правление покровительствовавшего венетам Маркиана (450—457), на избрание которого, возможно, оказали влияние партии, произошло сокращение налогов, лежавших на крупном сенаторском землевладении, и снижение расходов аристократии, связанных с выполнением дорогостоящей функции претора. С другой стороны, отмечает историк, нельзя переоценивать влияние партийных симпатий императоров, поскольку изменение налоговой политики при Маркиане произошло на фоне изменившегося внешнеполитического фона и снижения накала религиозной борьбы. Гуннская угроза на границах уменьшилась, в связи с чем правительство ослабило налоговый нажим на сенаторов, отменив лат. follis senatorius, ежегодный налог с сенаторов, введённый ещё Константином.
Значительные усилия для опровержения теорий о религиозных, социальных или региональных факторов предпринял Алан Кэмерон, на обширном историческом материале показывая исключительно спортивный характер причин столкновений партий. Согласно А. Фотиу, сведения Прокопия Кесарийского и Иоанна Малалы подтверждают теорию Кэмерона. Как следствие, в современной литературе распространённой аналогией является сравнение партий ипподрома с современными футбольными хулиганами.
С экономической точки зрения участие партий в городских беспорядках проанализировала Эвелин Патлажан. В своей работе «Pauvreté économique et pauvreté sociale à Byzance
4e-7e siècles», появившейся практически одновременно с книгой А. Кэмерона, она отвергла восходящую к Альфреду Рамбо интерпретацию партий в терминах «вульгарных спортивных состязаний» в пользу социальной теории Г. Манойловича.

### Основные события

Схема константинопольского ипподрома. Зелёной и голубой точками отмечены положения статуй знаменитого возничего Порфирий (возничий), возведённых соответствующими фракциями

С середины V века до начала VII века крупные города империи регулярно страдали от вспышек насилия, спровоцированного связанными с устроением развлечений групп. Относительно причин, по которым происходили такие события, существуют различные мнения. Одной из первых инициатив Юстиниана I после его назначения соимператором 1 апреля 527 года был запрет на устроение беспорядков с киданием камнями и убийств. Как сообщает «Пасхальная хроника», результатом стал «страх и мир во всех провинциях», что, однако, не помешало произойти в столице мощному восстанию Ника в январе 532 года и серии волнений в 550-х и 560-х годах. Антиохиец Евагрий Схоластик, живший в те годы в Константинополе, связывал причины беспорядков с благосклонностью императора к партии голубых, представители которой «среди белого дня и в самом городе убивал[и] принадлежавших к партии противной, и убийцы не только не боялись наказаний, но ещё получали награду, от чего явилось их множество. Они могли и нападать на дома, и грабить находившиеся в них драгоценности, и за известную плату продавать людям их спасение». Автор сохранившегося фрагментарно диалога «О гражданском устройстве» (др.-греч. Περί πολιτικῆς καταστάσεως) затруднился указать причину, по которой «получившая власть группа людей» направляет свою энергию в разрушительных целях, но не считает таковой цветовые различия. Корни зла, предполагает автор диалога, в плохом воспитании и безделье. По его мнению, борьба димов это нечто вроде природной катастрофы, которая прекратится в более благоприятную эпоху.
В смутное время правления Исаврийской династии число волнений с участием партий цирка увеличилось. Димоты оказали поддержку узурпатору Василиску (475—476) в начале его недолгого правления, борьба между «синими» и «зелёными» упоминается историками при описании событий восстания самаритян в 480-х годах. Годы правления сторонника «красных» Анастасия I (491—518) ознаменовались борьбой «голубых» и «зелёных». В 491 году в Константинополе произошли крупные волнения, названные Марцеллином Комитом «плебейской войной», начавшиеся на ипподроме в присутствии императора. Спровоцированное отменой зрелищ в столице, восстание имело более глубокие причины — напряжённая политическая обстановка при избрании нового императора, склонного идти на уступки монофизитам, осложнённая недовольством лишившейся привилегий исаврийской знати. В 498 году прасины инициировали новые волнения, которые, хотя и были жестоко подавлены, привели к отмене основной торгово-ремесленной подати — хрисаргира. Часто волнения начинались по относительно незначительному поводу — драки между двумя сторонниками разных партий или отказа властей выпустить арестованного за неподобающее поведений члена одной из партий. Следовавшие далее попытки наказать зачинщиков приводили к эскалации конфликта и вовлечению в него прочих граждан.
В историографии достаточно распространённым является связывание партийного разделения с разделением религиозным. Оно сложилось достаточно естественным образом — старая аристократия, проживая в основном на Западе и в столице, придерживалась в основном христианской ортодоксии, а торгово-промышленная группа, в которой преобладали восточные элементы, придерживалась монофизитства и других неортодоксальных учений. Данное разделение, разумеется, не было строгим. Например, Иоанн Малала сообщает, что в 533 году толпа, собравшаяся на форуме Константина, требовала предать сожжению акты Халкидонского собора. В правление Юстина I (518—527) произошло выделение активной части партий, так называемых стасиотов (греч. στασιώται). Прокопий Кесарийский в своей «Тайной истории» рассказывает, что Юстиниан, открыто приняв сторону венетов и поощряя их, вызвал значительные изменения в их традиционном поведении. Стасиоты венетов ввели новую моду в причёсках и одежде, и не только особенно активно поддерживали свои команды на ипподроме, но и стали нападать по ночам на прохожих, занимаясь грабежами и убийствами. Ощущая полную безнаказанность, они не боялись судей, которые опасались за свою жизнь, и заставляли заимодавцев возвращать долговые расписки. Супруга Юстиниана, Феодора, как считается, симпатизировала прасинам и монофизитам, уравновешивая тем самым баланс партий. Именно в правление Юстиниана произошло крупнейшее восстание Ника, начавшееся как волнения на ипподроме.
К середине VI века относится большое количество сообщений о волнениях демов. В 547 и 549 годах произошли крупные столкновения между венетами и прасинами, а в голодном 556 году обе фракции требовали у императора хлеба. В том и других случаях димоты действовали совместно. Активность партий была высока и после смерти Юстиниана. При его преемнике Юстине II враждебные выступления приняли такой размах, что император был вынужден выступить со специальным обращением к партиям. Венетам было приказано сказать: «царь Юстиниан для вас умер»; а прасинам: «царь Юстиниан для вас жив». Это успокоило партии на некоторое время, и волнения прекратились. В дальнейшем императоры стремились поддерживать равновесие между партиями.

## Военное значение партий

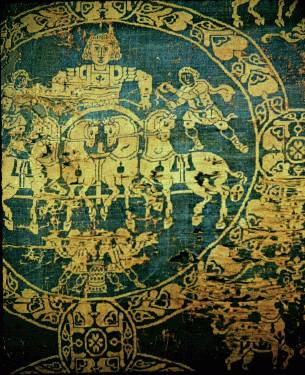
Византийский шёлк из гроба Карла Великого с изображением квадриги, вытканный в 814 году в Константинополе

Как было сказано выше, наличие военной составляющей у партий ипподрома признают не все исследователи. Впрочем, аргументация их оппонентов основывается на достаточно многочисленных свидетельствах источниках. Ф. И. Успенский полагал, что военный характер появился у организации демов после того, как Юстиниан зачислил в них беженцев от вторжения славян и аваров во Фракию в 564 году; беженцы были приставлены к защите Длинных стен. Однако известно, что во время восстания Ника в 532 году 250 прасинов явились в полном вооружении, намереваясь захватить дворец, что даёт возможность предположить более раннюю милитаризацию партий. Родольф Гийан относит начало военной службе димотов к ещё более ранней эпохе, когда при Константине Великом была организованна городская стража, ό της πόλεως στρατός. В правление Феодосия II списочный состав «зелёных» (вероятно, вместе с «красными») насчитывал 8000 человек. Для 602 года источники называют число 1500 бойцов, тогда как для «голубых» вместе с «белыми» — 900.
Основой подобных отрядов, создававшихся для охраны городов, являлись, по-видимому, стасиоты. В 540 году стасиоты приняли активное участие в обороне Антиохии. Согласно Г. Манойловичу, в конце царствования Юстиниана I регулярных войск было не достаточно для защиты городов от вторжений варваров. Опираясь на свидетельства Агафия Миринейского о нападении кутригуров на Константинополь, историк отводит значительную роль в обороне столицы ополчению партий ипподрома, способных выставить на поле боя даже свою кавалерию. В дальнейшем, особенно в правление Маврикия, отряды стасиотов также использовались для охраны стен Константинополя. В конце VI века впервые упоминается должность главы военной организации партий — димарха, что может свидетельствовать о дальнейшем организационном оформлении партий.
С некоторого момента, установить который не представляется возможным, основные партии стали ассоциироваться с главными тагмами императорской армии, схолами и экскувитами. Вероятно, реформа, по которой первых возглавлял димарх венетов, а вторых — димарх прасинов, завершилась в IX веке. О церемониях димархов в таком качестве сообщает Константин Багрянородный в X веке, а о том, что такая связь сохранилась и в следующем столетии пишет в своей «Истории» Михаил Атталиат. А. Кэмерон, отрицающий общественное значение димов, утверждает, что было бы ошибкой считать обширные церемониальные функции димов отражением более ранних событий, когда лидеры партий вели своих однопартийцев в бой на врага. Ведь экскувиты, наиболее доверенные войска императора, как минимум пять раз участвовали в подавлении выступлений партий между 498 и 601 годами, и странно, что руководство ими было доверено оппозиционным «зелёным». С другой стороны, схолы, утратившие военное значение уже в конце V века, едва ли могли быть подходящим военным институтом для «голубых».

## Закат партий
Своего расцвета, как считается, партии достигли в конце VI века, когда поддержка хотя бы одной из партий была необходима тем, кто претендовал на императорский престол. Благоволение «зелёным», выраженное префектом Иоанном Каппадокийским, было истолковано как наличие у него императорских амбиций. Император Маврикий, как сообщают позднейшие схолии к «Истории» Феофилакта Симокатты назвал своего первенца Феодосием по требованию «зелёных», желавших таким образом почтить память Феодосия II, тогда как венеты настаивали на имени Юстиниана. Роль димов в свержении Маврикия узурпатором Фокой в 602 году подробно показана у Симокатты. Когда патрикий Герман заявил о своём желании освободить империю от власти поддерживаемого «голубыми» Фоки, он предложил деньги «зелёным». Мятежи с участием партий происходили по всей империи кроме Фессалоник что, согласно сборнику проповедей VII века, произошло благодаря заступничеству святого покровителя города. В правление Ираклия (610—641) упоминаний партий в источниках не много: в связи с церемониями по поводу коронации его старшего сына Константина и всеобщим осуждением его второго брака на собственной племяннице. Свержение Юстиниана II в 694 году произошло потому, что он хотел истребить дим венетов, утверждает хронист рубежа VIII—IX веков Феофан Исповедник. В борьбе за власть, начавшейся после первого свержения Юстиниана II, Леонтия, вероятно, поддерживали «голубые», а его противника Апсимара — «зелёные». Родольф Гийан, однако, считает, что в данных событиях, как и в течение всего VII века, значение имела позиция не партий, а народа. Исчезновение партий он связывает с прекращением скачек в XIII веке.

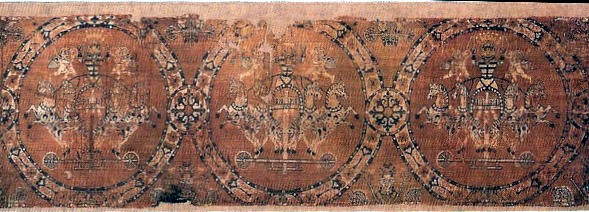
Византийский текстиль X века с изображением колесниц в орнаментальных медальонах

Исследователи по-разному датируют период, когда влияние партий ипподрома сошло на нет, относя его ко времени правления либо императора Ираклия, либо Льва III (717—741). С учётом значения партий в борьбе между Леонтием и Апсимаром, А. Кэмерон считает второй вариант более вероятным. Тем не менее, на протяжении почти всего VII века, за исключением свержений императоров в его начале и конце, о партиях в источниках почти не упоминается. Фёдор Успенский считает упадок партий следствием их встраивания в государственную систему, что было результатом целенаправленных усилий императоров. В том же ряду историк называет выделения в демах военной и гражданской частей. Фактически, поступив под начало доместика схол, вооружённые демоты стали частью византийской армии. Румынский историк Георгий Братиану поставил утрату партиями политического влияния в один ряд с утратой африканских и ближневосточных территорий, следствием чего стало ухудшение снабжения столицы хлебом, повышением налогов и усилившимся антисемитизмом. А. Кэмерон предполагает, что кодификация и расширение церемониального значения партий в царствование Ираклия не сочеталось с продолжением враждебных столкновений. Таким образом, имеет смысл говорить не об утрате политического значения, которого и не было, а о снижении агрессивности партий.
Бурные события VIII—X веков — иконоборческое движение, воцарение и падение Исаврийской, Аморийской и Македонской династий — прошли без участия партий. Не обладая влиянием на общественную жизнь, они продолжали свою спортивную деятельность. Какая-то из партий по-прежнему пользовалась большей поддержкой императоров, и в IX—X предпочтение чаще всего доставалось «голубым». На ипподроме Константинополя они первыми приветствовали императора, и в ходе церемоний имели предпочтение перед «зелёными». В отличие от прошлых столетий, такое положение дел больше не вызывало недовольства и не приводило к столкновениям. При императоре Василии I (867—886) были ликвидированы построенные при Юстиниане II фиалы (площадки с фонтанами) факций в Большом дворце, что сделало различие между партиями ещё менее заметным.

## Церемониальная роль партий

### Структура партий
Стоял как то Михаил на колеснице, вот-вот готовый оторваться от барьера (он выступал за голубых, за зеленых — логофет Константин, отец Фомы, патрикия и бывшего логофета дрома, за белых — Хила, за красных — Крас. Не оставались без дела ни протасикрит, ни протонотарий дрома, но первый был комбинографом голубых, второй - зеленых), и вот, когда стояли они уже на колесницах, облаченные в платье возничих, пришла весть, что неудержимо движется Амр, что разоряет он Фракисий, приближается к Малагине и грозят нам ни с чем не сравнимые беды, и, когда опечаленный этим протонатарий сообщил об ответе доместика схол и из своих рук показал его письмо, царь сказал: «Что за наглость заговаривать со мной о таких вещах во время столь важного состязания, нет у меня другой заботы, только бы оттеснить среднюю колесницу на левый край. В этом только и состязаюсь.»
Первоначально простая и функциональная структура партий с течением времени усложнялась. Должность factionarius'а, ранее являвшегося лидером факции, достаточно быстро лишилась административных полномочий и стала почётным титулом лучшего колесничего. После 275 года известно только два факционария, непревзойдённый Порфирий Каллиопа в начале VI века и император Феофил в первой половине IX века. Трактат «О церемониях» называет факционариями только колесничих голубых и зелёных, тогда как красным и белым приходилось довольствоваться только званиями микропанитов ( μικροπανίτης, «[те кто] с малым флагом») — слившись с главными партиями организационно, «малые» партии продолжали выступать под своими флагами.
Смысл существовавшего с раннего периода разделения партий на две части, ператическую (греч. περατικοί) и политическую (греч. πολιτικοί), не вполне ясен. Вероятно, представители первой жили в загородных районах на северном берегу бухты Золотой Рог и имели преимущество перед членами другой. Было ли это деление обусловлено цветовой дифференциацией, так что «голубые» и «зелёные» были ператическими партиями, а «белые» и «красные» — политическими, не известно, однако указания в трактате «О церемониях» дают основание предположить такую возможность. А. П. Дьяконов предполагал, что «ператические» части партий состояли из военных отрядов, а «политические» из привилегированной невоенной верхушки.

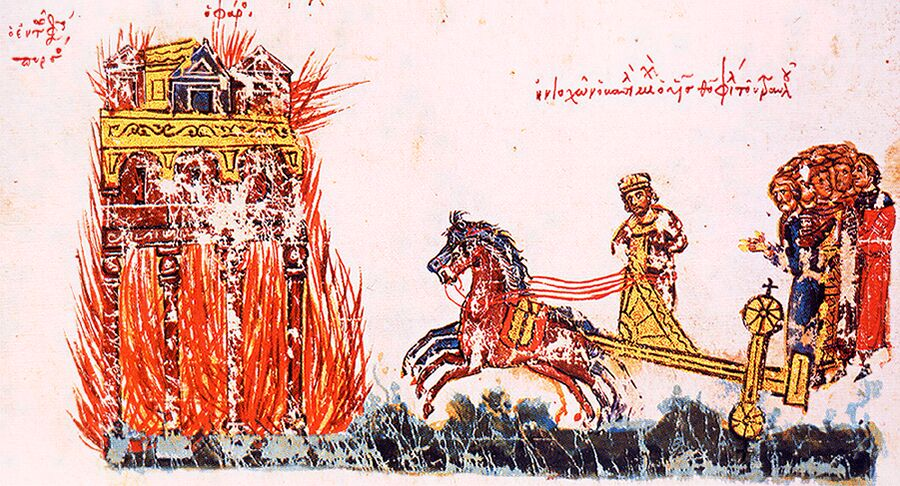
Византийская миниатюра, изображающая Михаила III на колеснице перед горящим храмом, миниатюра мадридской хроники Иоанна Скилицы, XII век

Основной материал о сложившейся к X веку организации партий содержится в трактате «О церемониях». В трактате димы появляются как важный элемент организации парадных выходов и торжественных приёмов византийских императоров, вместе со своими певцами и музыкантами. Поскольку должности руководства партий входили в общую систему византийской бюрократии, дополнительная информация содержится в сохранившихся табелях о рангах, составленном около 900 года «Клиторологий Филофея» и более позднем тактиконе Икономилиса.
- Димарх (др.-греч. δῆμαρχος) с начала VII века представлял политическую часть димов, пользовался правом протеста и имел на руках списки демотов. Каждый из руководителей основных димов также представлял и соответствующую часть младших димов — димократы и димархи венетов выполняли соответствующую функцию для дима левков, а прасинов для русиев[107]. Димархи основных факций назначались лично императором и занимали в табели о рангах 57 и 58 места, как правило, в звании протоспафария[108].
- Димократ (др.-греч. δημοκράτης) стоял во главе партии, представляя её военную часть. Димократы представляли военную часть димов и назначались из высших военных чинов, должность димократа венетов по традиции принадлежала доместику схол (др.-греч. δομέστικος τῶν σχολῶν), а димократа прасинов доместику экскувитов (др.-греч. δομέστικος τῶν ἐξκουβίτων), оба в чине протоспафария;
- др.-греч. δευτερεύων, возможно, являлся заместителем руководителя партии и для ператических партий назначался императором;
- др.-греч. γειτονιάρχης возглавлял квартал, где проживали дема партии. Возможно, ему подчинялись только военные формирования квартала[109];
- др.-греч. νοτάριος, то есть писцы и архивариусы, фиксировавшие результаты состязаний. Возможно, упоминаемый только продолжателем Феофана комбинограф[110] исполнял те же обязанности;
- Поэт, сочинявший либелларий, торжественно вручавшийся императору во время торжеств[111];
- Певцы и музыканты;
- др.-греч. μαίστορες — о значении этой должности ничего не известно, кроме того, что её носитель декламировал императору ямбические стихи вместе с архивариусом во время торжественных процессий. Возможно, они возглавляли хор партии[112];
- Трибуны и их заместители (др.-греч. βικάριοι), о чьих обязанностях ничего не известно, кроме того, что они, в своеобразных костюмах, совместно с димократами и димархами, принимали участие в танцах, устраиваемых во время пира после торжеств.
- др.-греч. τευχεώτης — должность, существовавшая только в партии «зелёных», имевшая аналогичный предыдущей танцевальный смысл;
- Глашатаи (др.-греч. οἱ κράκται), руководившие аккламациями.

Помимо руководящих должностей, в каждой партии существовал многочисленный штат прочих служителей сцены и смотрителей зверинцев. «Димоты» (др.-греч. δημώται) на Ипподроме, видимо, не имели никаких обязанностей и являлись просто зрителями.

### Участие в торжествах

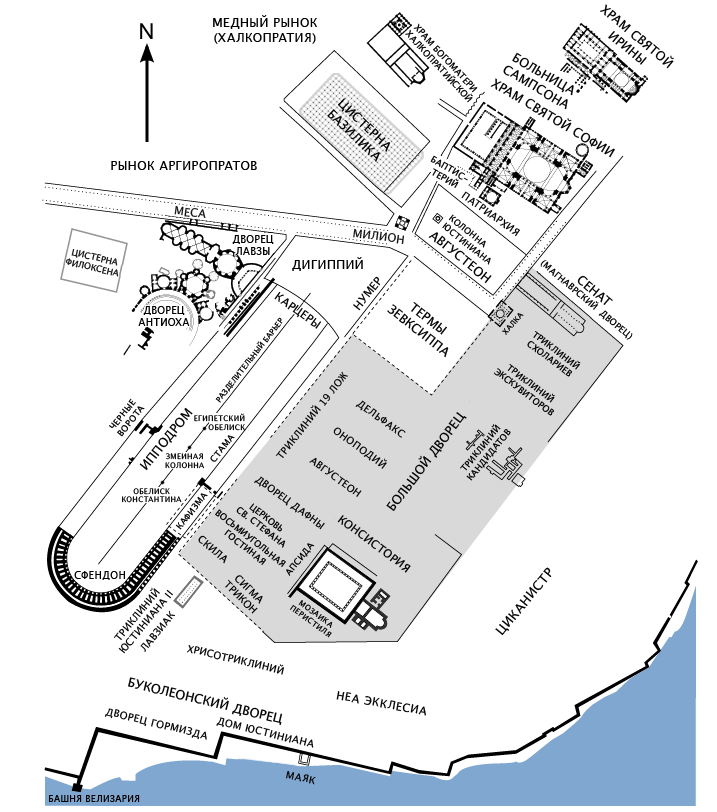
Схема центра Константинополя

Участие в торжественных церемониях было одной из немногих причин, по которой простой византиец мог попасть в императорский дворец. Мероприятия происходили в различных форматах — многолюдные собрания на открытом воздухе, шествия, праздничные перфомансы с аккламациями, песнями и танцами, императорские приёмы. В этих публичных событиях, а также разнообразных коронационных торжествах (императоров, императриц и соправителей) и свадьбах, принимали участие представители партий. Вероятно, говоря о присутствии «всех виднейших граждан» (др.-греч. τοὺς ἐπισημοτέρους τοῦ δῆμου) на церемонии провозглашения Маврикия императором, Феофилакт Симокатта имел в виду именно их. Согласно трактату «О церемониях», общей чертой таких церемоний было то, что они проводились в Зале девятнадцати лож Большого дворца, в присутствии стоящих на ступенях террасы членов Сената. Предводители партий находились ниже, во дворе, вместе с офицерами тагм, напротив выставленных символов власти и императорских регалий. При появлении императора глашатаи выкрикивали ряд аккламаций, которые за ними повторял «весь народ». Также партии участвовали в императорских свадебных церемониях, проводившихся в Магнавре. После обряда венчания в церкви святого Стефана императорская чета следовала в зал Магнавры через Триклиний Кандидатов, и на всём пути их приветствовали димы звуками органов и аккламациями. Далее церемония продолжалась аккламациями в брачных покоях. Судя по схолиям, в более поздний период венчание происходило в церкви Фароса, а приветствия димов — в Хрисотриклинии. «Голубые» и «зелёные» сопровождали своими приветствиями и музыкальным исполнением ритуальный выход августы в баню в течение первых трёх дней после свадьбы.
Помимо церемоний коронации и бракосочетания императорских особ, димы привлекались к организации разнообразных императорских выходов и приёмов, которые, по классификации Д. Ф. Беляева, бывали большими, средними и малыми. Все они совершались по различным церковным праздникам из дворца в храм Святой Софии. Димархов заблаговременно извещали о предстоящем событии, чтобы они явились со своими димами в назначенные места — пять или шесть при движении в сторону собора, и пять мест на обратном пути. Первая часть пути проходила из Триклина Экскувитов через зал Лихны, названный так из-за висевших там ламп, и Трибунал. В Лихнах, вмести с димами, сопровождаемого синклитом и свитой императора встречали находившиеся во время события в Константинополе послы и знатные иностранцы, эпарх со своими подчинёнными, городские чиновники и представители ремесленных цехов (др.-греч. συστῆματα). С течением времени, по мере сокращения границ империи, великолепие устраиваемых во дворце приёмов уменьшалось, и уже не в полной мере соответствовало описанию Константина Багрянородного. В ходе первого приёма, когда в Трибунал входили шедшие впереди императора знаменосцы и члены синклита, а сам правитель ещё не занял своего места в арке Лихны, певчие ператического дима венетов запевали подходящее празднику песнопение. Затем, когда император занимал своё место, церемониарий торжественно подводил к нему доместика схол, по своей должности занимавшего пост димократа венетов. Доместик кланялся императору в ноги и подносил ему ливелларий, книжечку или свиток, с записанными приличествующими празднику поздравлениями и пожеланиями. Царь принимал ливелларий, передавал его препозиту, а тот, в свою очередь, кубикуларию. В это время певчие, венеты и прочий народ начинали петь «многая лета», а доместик трижды осенял императора крестным знамением. Далее процессия двигалась через Трибунал в Триклиний схол, к которому примыкала церковь Апостолов. После того, как император молился и совершал троекратный поклон с зажжёнными свечами в руках, начинался второй приём, похожий на первый, но только в исполнении прасинов и возглавляющего их доместика экскувитов. Третий приём проходил под куполом Халки с пением ператического дима венетов, а четвёртый — у выхода из Халки, с участием городского дима венетов, то есть левкиев. За решёткой Халки к императору подводили димарха венетов, и тот тоже подносил ливелларий. Пятый приём начинался со вступлением правителя на площадь Августейон, отделявшую Большой дворец от собора Святой Софии. Здесь царя встречал димарх прасинов со своим городским димом, то есть красными. Шестой, и последний на пути в храм, приём, начинался, когда император шёл от портика Милия к орологию храма под приветственные аккламации народа и пение венетов. На этом приёмы димов завершались, и император вступал в храм Святой Софии. На обратном пути преобладание голубых сохранялось, и в самом полном варианте на них приходись 7 из 11 приёмов .

## Провинциальные партии
Состязания на ипподромах продолжались устраиваться в Риме и после падения Западной Римской империи в 476 году. Король остготов Теодорих Великий, завершивший завоевание Италии в 493 году, прикладывал значительные усилия, чтобы заручиться симпатиями римлян, и потому финансировал устроение общественных развлечений. Партии в Риме к тому времени назывались по греческому образцу, pars prasina и pars veneta. Панегирист Теодориха Магн Аврелий Кассиодор в одном из писем сообщает, что король принял под свою защиту притесняемую партию «зелёных», которой покровительствовал ещё его отец, а также оплачивал их мимов. О судьбе партий в Риме при преемниках Теодориха ничего не известно.
Из восточных городов империи наиболее заметна была роль партий в Антиохии. Согласно теории, выдвинутой А. П. Дьяконовым, партии цирка зародились именно в Антиохии, и даже сами названия основных партий происходят из сирийского языка. Так, слово венеты, по его мнению, означало benai etta, «сыны церкви», а прасины, perišin, — «раскольники». Хотя теория Дьяконова вызвала многочисленные возражения и не получила развития, примеров проявления активности со стороны партий в Антиохии действительно немало. Иоанн Малала сообщает, что на третьем году царствования Калигулы, то есть в 40 году, «голубые» начали притеснять «зелёных» и в ходе вспыхнувших беспорядков язычники напали на евреев и разрушили их синагоги. В ответ иерусалимский первосвященник осуществил карательную экспедицию и убил многих горожан. В 175 году, во время своего пребывания в столице Сирии, опасаясь заговоров и мятежей со стороны партий, император Марк Аврелий запретил проведение в городе всех общественных мероприятий. Аналогичными соображениями руководствовался в 196 году Септимий Север. Партии ипподрома были одними из важнейших участников восстания 387 года. Известно об участии партий в мятеже против патриарха Григория Антиохийского в 588 году.
Существовали партии и в африканских провинциях — известно, что в Карфагене, даже после завоевания вандалами, продолжали функционировать цирк и амфитеатр, а «голубые» и «зелёные» организовывали представления мимов и скачки. В правление Маврикия, сообщает хронист Иоанн Никиусский, партии конфликтовали на севере Египта. Многочисленные надписи и папирусы содержат упоминания названий партий венетов и прасинов.
Хотя евреи в эпоху Римской империи осуждали цирки, мидраши более позднего периода содержат много упоминаний ο великолепном цирке и огромном ипподроме при дворце царя Соломона в Иерусалиме. В одном из них рассказывается о том, как Соломон восседает на своём троне посреди цирка, похожего на византийский. Его окружают четыре группы — царские слуги, учёные, священники и левиты, одетые в голубое; жители Иерусалима, одетые в белое; жители предместий, одетые в красное; послы из дальних стран, привёзшие дань и подарки, одетые в зелёное. Эпиграфические источники, обнаруженные во второй половине XX века показывают, что отношение византийских евреев к партиям было сложнее, чем представлялось ранее. Так, в цирке карийского Афродисия, в зоне «голубых», были найдены надписи τόπος Έβρέων («еврейское место») и τόπος Βενετών Έβρέων των παλειών («место старого еврея-венета»). Аналогичные надписи в Милете и Тире указывают на неслучайность связи евреев с партией «голубых». Поскольку в рамках теории А. Кэмерона отрицаются стабильные религиозные предпочтения партий, современными исследователями симпатии венетов к иудеям отрицаются, и в качестве обоснования выдвигаются психологические гипотезы. А. Кэмерон обращает внимание на то, что в тексте середины VII века «Учение новокрещённого Иакова» обе партии преследовали евреев в равной степени, и потому предполагает, что «голубые», разрешая евреям садиться в своей зоне ипподрома, хотели таким образом позлить «зелёных». В рамках религиозной парадигмы, британский историк Патрисия Карлин-Хейтер, в контексте рассмотрения «Актов по поводу Каллоподия», отмечает, что «голубые» и иудеи были, каждые в своём роде, ортодоксами, и на этой почве могли сближаться. По мнению Шарлотты Руэше, связь «голубых» и евреев образовалась достаточно случайно, в силу того, что издавна, ещё во времена Римской империи, евреи рассаживались в тех местах, которые позднее стали считать своими венеты.
Источники отмечают противостояние партий в восточных провинциях империи в последние десятилетия под властью Византии. Они активно участвовали в мятежах в городах дельты Нила 590-х годов; в 614 году, когда персы осадили Иерусалим, партии объединились против решения патриарха Захарии сдать город; во время завоевания Египта арабами двух враждовавших византийских полководцев, Мину и Доменциана, поддерживали разные партии.

### Исследования
На русском языке
- Беляев Д. Ф. Обзор главных частей Большого дворца византийских царей. — Byzantina. Очерки, материалы и заметки по византийским древностям. — СПб.: Тип. Имп. Академии наук, 1891. — Т. I. — 200 с.
- Беляев Д. Ф. Ежедневные и воскресные приёмы византийских царей и праздничные выходы их в храм св. Софии в IX—X в. — Byzantina. Очерки, материалы и заметки по византийским древностям. — СПб.: Тип. И.Н. Скороходова, 1893. — Т. II. — 308 с.
- Дьяконов А. П. Византийские димы и факции (τα μέρη) в V—VII вв. // Византийский сборник. — М.—Л., 1945. — С. 144—227.
- Козлов А. С. Основные направления политической оппозиции правительству Византии в первой половине V в. // Античная древность и средние века. — Свердловск: Уральский государственный университет им. А. М. Горького, 1982. — Вып. 19. — С. 5—31.
- Кулаковский Ю. А. История Византии. — 3-е изд. — СПб.: Алетейя, 2003. — Т. I. — 492 с. — (Византийская библиотека. Исследования). — ISBN 5-89329-618-4.
- Курбатов Г. Л. Ранневизантийский город: (Антиохия в IV в.). — Л.: Изд-во Ленингр. ун-та, 1962. — 262 с.
- Левченко М. В. Венеты и прасины в Византии V—VII вв. // Византийский временник. — 1947. — Т. 1. — С. 164—183.
- Пигулевская Н. В. Византия и Иран на рубеже VI—VII вв. / Отв. редактор акад. В. В. Струве. — М.‒Л.: Издательство Академии наук СССР, 1946. — 291 с. — (Труды института востоковедения, т. XLVI).
- Успенский Ф. И. Партии цирка и димы в Константинополе // Византийский временник. — СПб., 1894. — Т. 1. — С. 1—16.
- Чекалова А. А. Константинополь в VI веке. Восстание Ника. — 2-е изд., испр. и доп. — СПб.: Алетейя, 1997. — 329 с. — (Византийская библиотека. Исследования). — ISBN 5-89329-038-0.

На английском языке
- Ando C. Imperial ideology and provincial loyalty in the Roman Empire. — Berkeley: University of California Press, 2000. — 494 p. — ISBN 0-520-22067-6.
- Bell P. N. Social Conflict in the Age of Justinian: Its Nature, Management, and Mediation. — Corby: Oxford University Press, 2013. — 416 p. — ISBN 978-0199567331.
- Cameron A. Circus factions: Blues and Greens at Rome and Byzantium. — Oxford: Clarendon Press, 1976. — 364 p. — ISBN 0-19-814804-6.
- Downey G. History of Antioch. — Princeton : Princeton University Press, 1961. — 767 p.
- Futrell A. The Roman Games: А Sourcebook. — Oxford: Blackwell Publishing, 2006. — 253 p. — ISBN 978-1-4051-1568-1.
- Liebeschutz W.[англ.]. Administration and politics in the cities of the fifth to the mid seventh century: 425–640 // The Cambridge Ancient History / A. Cameron (ed). — Cambridge : Cambridge University Press, 2000. — Vol. XIV. — P. 207—237. — 1101 p. — ISBN 978-0-521-32591-2.
- Liebeschutz W. Decline and fall of the Roman City. — Oxford and New York : Oxford University Press, 2001. — 479 p. — ISBN 0-19-815247-7.
- Magdalino P.[англ.]. The People and the Palace // The Emperor’s House / M. Featherstone, J.-M. Spieser, G. Tanman, U. Wulf-Rheidt (eds). — Berlin : Walter de Gruyter, 2015. — P. 169—180. — 424 p. — (Urban Spaces, vol IV). — ISBN 978-3-11-038228-0. — doi:10.1515/9783110331769.
- Whitby M.[англ.]. The violence of the circus factions // Organised Crime in Antiquity. — Swansea: Classical Press of Wales, 2009. — 278 p. — ISBN 9781910589359.

На французском языке
- Grégoire H. Le peuple de Constantinople ou les Bleus et les Verts // Comptes-rendus des séances de l'Académie des Inscriptions et Belles-Lettres. — 1946. — Vol. 4. — P. 568—578. — doi:10.3406/crai.1946.78039.
- Guilland R. Études sur l'Hippodrome de Byzance // Byzantinoslavica. — 1968. — Vol. 29. — P. 24—33.
- Guilland R. Études sur l'Hippodrome de Byzance // Byzantinoslavica. — 1969. — Vol. 30. — P. 1—17.
- Manojlovic G. Le peuple du Constantinople de 400 à 800 après J. C. (фр.) // Byzantion. — 1936. — Vol. XI. — Livr. 2. — P. 617—716.
- Patlagean E. Pauvreté économique et pauvreté sociale à Byzance 4e–7e siècles. — De Gruyter Mouton, 1977. — 483 p. — (Civilisations et Sociétés). — ISBN 978-3-11-080519-2.
- Yanssens Y. Les Bleus et les Vertes sous Maurice, Phocas et Héraclius (фр.) // Byzantion. — 1936. — Vol. XI. — Livr. 2. — P. 499—536.